# Royal Revolt!
Royal Revolt! — аркадная стратегия с 3D-графикой, в которой игроку предстоит играть за молодого принца, разработанная для ОС Android и iOS.

## Игровой процесс
Игрок начинает игру с минимальным количеством войск и других возможностей, по мере захвата замков, игрок может улучшить своё вооружение и нанимать больше и лучших воинов. И так пока все 30 владений превратятся в единое государство.

## Сюжет
Отец-король главного героя отправил его на обучение в школу магии в Богсмартсе, частной школе для избалованной и бесталанной аристократической молодежи. Получив степень в Магии-по-Мелочам, главный герой возвращаешься и обнаруживает, что в землях отца все изменилось, отец умер (по слухам, не пережив восторг во время свиных гонок), а мерзкие дядья и тетки поделили королевство между собой. Родичи предлагают принцу вернуться в школу и оставить политику взрослым. 
Но принц не решает поставить родню на место и вернуть королевство со всеми землями. Продав своего изумрудного плюшевого мишку, главный герой собирает верных солдат и с этого эпизода и начинаются боевые действия.

## Награды
- Лучшая мобильная игра 2012 года — награда для разработчиков игр в Германии[1].